# Дульцев, Василий Иванович
Васи́лий Ива́нович Ду́льцев (также — Леони́д Ива́нович Ду́льцев; 10 января 1909, Ревель — 24 января 1979, Москва) — советский оператор документального и художественного кино, фронтовой кинооператор в годы Великой Отечественной войны.

## Биография
Родился 28 декабря 1908 года (10 января 1909 года) в рабочей семье в Ревеле (ныне — Таллин, Эстония). Рано потеряв родителей (мать — в 1913 году, отца — в 1919 году), с 1920 года находился в детском доме, куда был зачислен как Леонид Троцкий.
 В период 1925—1929 годов работал помощником киномеханика, киномехаником в Новороссийске, одновременно учился на курсах по подготовке рабочих.
Поступив на операторский факультет Государственного института кинематографии, с 1932 года работал ассистентом оператора на киностудии «Межрабпомфильм», в качестве помощника оператора участвовал в съёмке фильмов «Мёртвый дом» (1932), «Восстание рыбаков», «Каждый за рулём» (1934). По свидетельству однокурсника Николая Лыткина, когда во время учёбы нашлись его родственники, Леонид Троцкий стал Дульцевым. После окончания института в 1934 году остался работать на «Межрабпомфильме» (с июня 1936 года — «Союздетфильм»). В качестве ассистента оператора участвовал в съёмках фильмов «Любовь и ненависть» (1935), «Освобождение» (1940), был вторым оператором картины «Принц и нищий» (1942).
Находясь со студией в эвакуации в Сталинобаде, Дульцев подавал заявления с просьбой направить его фронтовым оператором. В конце 1942 года Комитет по делам кинематографии СССР включил его в кадровый резерв и с сентября 1943 года он работал в киногруппе 3-го Белорусского фронта в звании капитана. Затем — 1-го Белорусского и с августа по сентябрь 1945-го 1-го Дальневосточного фронтов. Кроме фильмов, съёмки Дульцева были использованы в боевых выпусках кинопериодики: «Новости дня», «Союзкиножурнал».
С октября 1945 года — вновь на «Союздетфильме» (Киностудия имени М. Горького — с 1948 года). В 1951—1952 годах работал на Черноморской кинофабрике.
В собственной фильмографии с 1955 года упоминается уже как Василий Дульцев.
Член ВКП(б) с 1939 года, член Союза кинематографистов СССР с 1957 года.
Скончался 24 января 1979 года.

## Фильмография
- 1939 — Личное дело (совместно с А. Селянкиным)
- 1939 — Молодые капитаны (совместно с М. Магидсоном, Д. Суренским)
- 1940 — Освобождение украинских и белорусских земель от гнёта польских панов и воссоединение народов-братьев в единую семью (в соавторстве)
- 1940 — По сталинским местам (в соавторстве)
- 1941 — Боевое крещение[3]
- 1944 — В Восточной Пруссии. Фронтовой выпуск № 11 (в соавторстве)[10]
- 1945 — В логове зверя (в соавторстве)
- 1945 — Восточная Пруссия (в соавторстве)
- 1945 — Кёнигсберг (в соавторстве)
- 1945 — И. Г. Эренбург среди танкистов и кинооператоров
- 1945 — Берлин (в соавторстве)
- 1945 — Разгром Японии (в соавторствев)
- 1948 — Красный галстук (совместно с Б. Монастырским)
- 1949 — Артек
- 1951 — В степи
- 1951 — Советская Черкессия (совместно с М. Бруевичем)
- 1953 — Свадьба Кречинского (совместно с Б. Монастырским)
- 1956 — За власть Советов (совместно с М. Пилихиной)
- 1957 — Ночной патруль (совместно с М. Пилихиной)
- 1959 — Сомбреро
- 1961 — Приключения Кроша (совместно с В. Гришиным)
- 1963 — Королевство кривых зеркал (совместно с Л. Акимовым)
- 1965 — Женщины (совместно с М. Осепьяном)
- 1968 — Волшебная лампа Аладдина (совместно с Л. Рагозиным)

## Награды
- медаль «За оборону Москвы» (1944)[1];
- медаль «За взятие Кенигсберга» (1945)[1];
- медаль «За взятие Берлина» (1945)[1];
- медаль «За доблестный труд в Великой Отечественной войне 1941—1945 гг.» (1945)[1];
- медаль «За победу над Германией в Великой Отечественной войне 1941—1945 гг.» (1945)[1];
- орден Отечественной войны II степени (25 апреля 1945)[7];
- медаль «За победу над Японией» (1946)[1];
- орден Красной Звезды[6];
- медали СССР[1].

## Комментарии
1. ↑  Дата рождения даётся в соотверствии с информацией справочника «Создатели фронтовой кинолетописи. Биофильмографический справочник» А. С. Дерябина (2016)[1], в то время как в наградных документах Министерства обороны РФ указывается год рождения — 1911[2].
2. ↑  Первое упоминание как В. Дульцев — в титрах фильма «Княжна Мери» (1955), где выступил в качестве второго оператора[3].